# Odopoia atra
Odopoia atra är en stekelart som beskrevs av Walker 1871. Odopoia atra ingår i släktet Odopoia och familjen gallglanssteklar.
Artens utbredningsområde är Sri Lanka. Inga underarter finns listade i Catalogue of Life.